# Халинга (волость)
Ха́линга (эст. Halinga vald) — бывшая волость в Эстонии.

## География
Волость Халинга (до 1939 года — Халлинга (Hallinga)) находится в юго-западной части Эстонии, на севере уезда Пярнумаа. Площадь её составляет 365 км². Численность населения равна 3.239 жителей (на 2010 год). Административным центром волости является Пярну-Яагупи. В волость Халинга входят также 43 деревни и посёлка: Ааса, Алткюла, Анелема, Арасе, Эаметса, Эенсе, Эерма, Энге, Эртсма, Халинга, Хеленурме, Каблима, Каеласе, Кангру, Кодесмаа, Кунинга, Лангерма, Лехтметса, Леху, Либатсе, Лоомсе, Майма, Мёисакюла, Мяекюла, Наартсе, Оесе, Паллика, Перекюла, Питсалу, Пёёравере, Рооди, Руккикюла, Салу, Сепакюла, Соосалу, Сёёрике, Тарва, Тёрду, Тюхьясма, Вахенурме, Вакалепа, Валистре и Вее.

## Достопримечательности
Построенная в 1534 году в Пярну-Яагупи церковь св. Иакова является одним из последних католических сооружений в Эстонии. Её кафедру в стиле барокко создал около 1660 года известный датский скульптор и резчик по дереву Элерт Тиле. Церковный алтарь относится к 1794 году.

## Веб-сайт
- Интернет-сайт волости Халинга (на эстонском языке)